# Lekkoatletyka na Letnich Igrzyskach Olimpijskich 1920 – rzut młotem mężczyzn
Rzut młotem mężczyzn był jedną z konkurencji lekkoatletycznych na Letnich Igrzyskach Olimpijskich 1920. Zawody odbyły się w dniu 18 sierpnia. W zawodach uczestniczyło 12 zawodników z 5 państw.

## Rekordy
| Rekord świata     | 57,77 m | Patrick Ryan | Nowy Jork (USA) | 17 sierpnia 1913 |
| Rekord olimpijski | 54,74 m | Matt McGrath | Sztokholm (SWE) | 14 lipca 1912    |

## Wyniki

### Kwalifikacje
Do finału awansowało sześciu najlepszych zawodników.
| Miejsce | Zawodnik         | Wynik  | Kwal. |
| ------- | ---------------- | ------ | ----- |
| 1       | Patrick Ryan     | 52,875 | Q     |
| 2       | Basil Bennett    | 48,25  | Q     |
| 3       | Carl Johan Lind  | 48,00  | Q     |
| 4       | Malcolm Svensson | 47,29  | Q     |
| 5       | Matt McGrath     | 46,67  | Q     |
| 6       | Tom Nicolson     | 45,70  | Q     |
| 7       | Nils Linde       | 44,885 |       |
| 8       | James McEachern  | 44,70  |       |
| 9       | Archie McDiarmid | 44,66  |       |
| 10      | Robert Olsson    | 44,19  |       |
| 11      | Johan Pettersson | 41,76  |       |
| —       | John Cameron     | 0,00   |       |

### Finał
| Miejsce | Zawodnik         | Wynik  |
| ------- | ---------------- | ------ |
| 1       | Patrick Ryan     | 52,875 |
| 2       | Carl Johan Lind  | 48,43  |
| 3       | Basil Bennett    | 48,25  |
| 4       | Malcolm Svensson | 47,29  |
| 5       | Matt McGrath     | 46,67  |
| 6       | Tom Nicolson     | 45,70  |